# Ятмас-Дусаевское сельское поселение
Ятмас-Дусаевское сельское поселение — сельское поселение в Кукморском районе Татарстана. Глава сельсовета — Гарифуллина Фирая Харисовна.
Административный центр — село Ятмас Дусай.

## История
Раньше поселение относилось к Таканышскому району, потом его присоединили к Сабинскому району, а сейчас к Кукморскому району.
Во время Великой Отечественной войны из поселения на войну ушли 205 человек, а вернулись с войны всего 93 человека.
Статус и границы сельского поселения установлены Законом Республики Татарстан от 31 января 2005 года № 27-ЗРТ «Об установлении границ территорий и статусе муниципального образования "Кукморский муниципальный район" и муниципальных образований в его составе».

## География
Ятмас-Дусаевское сельское поселение расположено в 220 километрах от республиканского центра города Казани и в 30 километрах от районного центра посёлка городского типа Кукмора.
Поселение расположено на юге Кукморского района, за лесным массивом, в окружении глубоких оврагов.

## Население
| 2010 | 2011 | 2012 | 2013 | 2014 | 2015 | 2016 |
| ---- | ---- | ---- | ---- | ---- | ---- | ---- |
| 551  | →551 | ↘540 | ↘525 | ↘503 | ↘498 | ↘496 |
| 2017 | 2018 |      |      |      |      |      |
| ↘474 | ↘465 |      |      |      |      |      |

## Состав сельского поселения
| № | Населённый пункт | Тип населённого пункта       | Население |
| - | ---------------- | ---------------------------- | --------- |
| 1 | Первое Мая       | посёлок                      |           |
| 2 | Шепшенар         | деревня                      |           |
| 3 | Ямбулат-Пустошь  | деревня                      |           |
| 4 | Ятмас Дусай      | село, административный центр |           |